# آسیاب دو سنگی محمدآباد میبد
آسیاب دوسنگی یک آسیاب قدیمی در روستای محمدآباد، میبد، یزد است.
آسیاب آبی با راهرویی ۱۴۰ متری در عمق ۴۰ متری زمین که رطوبت و خنکی مطبوعی دارد.
در قسمت ابتدا و ورودی بنا، پاکار طاق در حال فرو ریختن بوده و فشار بار بالای آن سبب شده تا طویزه از یک سمت به سمت پایین رانده شود و امکان فرو ریختن آن بسیار زیاد شود. پوشش روی چهار طاقی، پوشش طاسک بوده که فرو ریخته‌است. مسیر ورودی آسیاب از پشت دیوار شارستان شروع شده‌است و پس از گذشتن رمپ دو متری از زیر دیوار عبور کرده و وارد پلکان داخلی می‌شود. در این قسمت یک هشتی قرار داشته و پس از آن پلکان به طرف چهار طاقی ادامه می‌یابد.
گفتنی است که آسیاب دوسنگی میبد که هنر و خلاقیت مردمان سخت کوش این خطه از کویر را به نمایش گذاشته است، بیش از ۲۰۰ سال قدمت تاریخی دارد و یکی از مجموعه‌های بی‌نظیر توریستی و گردشگری شهرستان میبد به‌شمار می‌آید.

## ساختار آسیاب‌ها
در آسیاب محمدآباد میبد طرز تهیه آرد از گندم با وسایل ساده هم چون دو عدد سنگ گردون دایره‌ای شکل که بر روی هم سوار می‌شدند و وسط سنگ بالایی را سوراخ می‌کنند ویک دسته چوبی برای گرداندن به سنگ بالایی نصب می‌کردند وگندم را از وسط سوراخ ایجاد شده می‌ریختند وآرد تهیه می‌کردند. بعد از پیشرفت صنعت این ابزار دستی به لحاظ سختی کار واندک بودن محصول به آسیاب آبی بدل شد ولی در همه جانبود چون در ابتدای کار آب زیاد باقدرت وسرعت زیادی را می‌طلبید که از ارتفاع بلندی بر روی چرخ ویا پرّه بریزد و در اثر آزاد شدن انرژی پتانسیل حاصله از جریان آب وتبدیل انرژی مکانیکی و در نهایت سبب حرکت چرخ وسنگ تعبیه شده برآن و حرکت سنگ وخردشدن گندم بینجامد.
در ساختمان این آسیاب بجز سنگ‌های آسیاب و دو حوضچه برای ذخیره آب که در آن‌ها از مصالح ساختمانی استفاده شده‌است در ساخت بقیه آسیاب به هیچ عنوان از مصالح ساختمانی استفاده نگردیده است.